# Fredrik Rosing Bull
Fredrik Rosing Bull (Oslo, 25 de desembre, 1882 - 7 de juny, 1925) fou un pioner de les tecnologies de la informació i la comunicació (TIC), conegut per inventar i dissenyar algunes de les primeres màquines per a gestionar les targetes perforades.
El 1907 acabà els estudis d'enginyeria civil a l'Escola Tècnica de Kristiania (Kristiania Tekniske Skole). El 1916 va ser contractat com a inspector tècnic de la companyia d'assegurances de Storebrand. Allà és on es va interessar per la tecnologia de les targetes perforades amb les quals l'empresa treballava. Hi va assumir la tasca de desenvolupar la pròpia màquina per gestionar-les. El 1919 va obtenir la seva patent, i el 1921, diposava d'un equip de treball que va implantar la seva nova màquina a l'empresa on aleshores treballava, Storebrand. Aquest equip va aportar diverses idees completament noves i més eficaces per a la màquina de Bull, amb el resultat que aquesta fos superior a la màquina tabuladora de Herman Hollerith, precursor d'IBM. Bull va seguir desenvolupant les seves idees. Va millorar la màquina que va tenir un gran èxit a la resta d'Europa. Tràgicament, se li va diagnosticar càncer amb una edat força prematura i va morir el 1925 amb només 42 anys. Després de la seva mort es van vendre les seves patents i el 1931 van constituir les bases per a la fundació de l'empresa francesa Groupe Bull, avui activa més de 100 països.

## Família
Nascut a Oslo, fill de Marie Cathrine Lund (1843–1884) i Ole Bornemann Bull (1842–1916). Son pare, Ole Bornemann Bull, era un reconegut oculista. Entre altres coses, va col·laborar amb Gerhard Armauer Hansen que va descobrir el Mycobacterium leprae, el bactreri que causa la lepra, quan va investigar el efectes de la lepra en els ulls. També és conegut per haver desenvolupat un mètode per determinar el grau de sensació del color.
Fredrik era el vuitè de quinze germans. La família Bull representa a la passió per ala tecnologia i la ciència, ja que tots els germans grans de Fredrik van ser enginyers. Son germà Anders Henrik Bull és conegut pels seus estudis sobre telegrafia sense fils, radiotelegrafia.
Fredrik va seguir amb la tradició familiar i des del 1904 fin al 1907 va estudiar enginyeria de la construcció a la Kristiania Teknisk Skole. L'Escola Tècnica de Kristiania va ser construïda a Oslo el 1889, i en aquella època proporcionava el màxim grau d'estudis oferts a Noruega en enginyeria civil. Fredrik Rosing Bull va ser un estudiant amb molt de talent, i va obtenir unes de les millors notes de la seva promoció.

## Storebrand
El 1916 va ser contractat com a inspector tècnic de la companyia d'assegurances de Storebrand on entraria en contacte amb les màquines tabuladores del moment. Les targetes perforades i màquines de targetes perforades ja havien estat desenvolupades als EUA per l'enginyer Herman Hollerith i es van fer servir a Noruega per l'Oficina Central d'Estadística des del 1894.
L'interès de Bull per les màquines de targetes perforades sembla que ve donat a un viatge. Quan van ser enviat a l'estranger per a estudiar els sistemes de Hollerith, en va tornar amb una idea clara que els sistemes de Hollerith eren cars i inestables. Estava convençut de ser capaç de desenvolupar una cosa que fos més barata i més adequada a les necessitats de l'empresa per a la qual treballava, Storebrand. Pretenia que era capaç de construir un sistema millor que el de Hollerith. A causa d'això, va rebre una bestreta de 10.000 dòlars per a treballar en la seva màquina. Ho va fer en condicions de treball complicades, ja que en cas de no tenir èxit amb el projecte, havia de reemborsar l'import total.
El seu pla era utilitzar la tècnica electromagnètica que ja Hollerith ja feia servir, però amb una sèrie de millores. Les targetes perforades de 45 columnes permetien de llegir-ne la informació al fer contacte a través dels forats. Aquest mètode permetia tractar la informació de manera molt més ràpida. Mentre que les màquines del moment obligaven a fer gran part de la feina manualment, Bull va aportar diverses millores per a reduir el treball manual, com l'estandardització de les targetes perforades i la preselecció. En terminologia moderna podríem dir que les millores de Bull volien fer una màquina de targetes perforades programable i universal.

## La primera màquina
Bull necessità gairebé dos anys per a poder posar en pràctica les seves idees, en la seva primera màquina completa. Va presentar la màquina al seu taller als directors de Storebrand el 12 de gener de 1921 qui la van comprar per 20.000 lliures esterlines el 21 de gener de 1921.
La màquina que es va instal·lar a Storebrand és un combinat de màquines ordenadores i màquines tabuladores. La màquina però, no va tindre èxit, ja que no era prou eficient, estable ni fiable com s'esperava. Tot i així va estar en funcionament a Storebrand fins al 1926.
Al mateix temps, Bull s'havia posat en contacte amb un antic amic de l'escola secundària de Nordstrand, Reidar Knutsen que dirigia l'empresa Oka. Amb aquest contacte és quan va conèixer Knut Andreas Knutsen, el germà petit de Reidar, que era enginyer, i que va començar a treballar amb Bull.

## La màquina de Bull
El 31 de juliol de 1919 Bull havia fet tants avenços que va decidir patentar la seva creació. En la patent descriu en detall la seva idea d'una màquina tabuladora programable i de com podia ésser construïda. No seria però fins al 1923 que la tindria completament acabada.
Gràcies al seu invent, batejat com la 'màquina ordenadora, gravadora i sumadora utilitzant targetes perforades' (sorter, recorder & adder), i una vegada vist l'èxit obtingut, comença construir nous exemplars de la seva màquina T-30 que va continuar perfeccionant. Diverses companyies d'assegurances de Dinamarca com Storebrand es van interessar per a la seva tecnologia.
Fredrik va signar llavors un contracte amb la societat Oka, dirigida per Reidar Knutsen, la qual es va fer càrrec de les despeses de fabricació i de comercialització. Aquestes màquines es van construir a un taller de precisió d'Oslo.
La màquina de Bull utilitzava targetes perforades de 45 columnes, amb perforacions rodones i un sumador rotatori. Aquesta màquina, millora substancialment a les màquines que fins llavors oferia la competència, Hollerith i Powers, gràcies al mecanisme de presel·lecció de targetes perforades.
La màquina va tenir èxit i va rebre molt bones crítiques i publicitat. Els factors clau de l'èxit van consistir en: la qualitat tècnica de la màquina, la senzillesa a l'hora d'utilitzar-la, l'aportació respecte a la tecnologia anterior, l'estalvi de costos i la possibilitat per als usuaris de sortir del monopoli d'IBM i poder comprar els seus propis equips en lloc de llogar-los.

## Altres patents
Bull va seguir treballant en millores per a la màquina i també en el desenvolupament de noves màquines. Per exemple, una màquina de classificació i una nova màquina tabuladora. Algunes de les millores a tenir més en compte són: el canvi dels interruptors que controlaven l'entrada de les targetes perforades i l'ampliació del dispositiu a més gran escala.
El dispositiu de lectura era la part més crítica de la màquina. Construït amb una sèrie de conductors de l'electricitat o brolladors, les targetes perforades eren introduïdes a la màquina on al premsar, aquests brolladors passaven a través dels forats de les targetes produint contacte. Com que els brolladors només passaven per on hi havia forat a la targeta, s'emmagatzemava la informació correcta. Un dels problemes principals d'aquest mètode era la poca robustesa de les targetes, el que feia que el mètode no sempre funcionés de la manera més correcta. Un altre problema important era la pols que s'introduia en els forats dels contactes. Finalment, un dels problemes més greus amb els quals Bull i Knutsen es van trobar, fou que a causa dels contactes es creaven espurnes que feien que la màquina deixés de funcionar freqüentment. Tots aquests detalls van anar essent millorats constantment.
La producció de les màquines de Bull es va iniciar d'una manera força lenta. El 1921 es van produir un total de 2 màquines, 2 al 1922, 2 al 1923, 4 al 1924 i 6 al 1925, distribuïdes totes entre empreses de Noruega, Dinamarca (d'on en cal destacar la HAFNIA), Finlàndia i Suïssa. Sempre hi va haver molts problemes amb les màquines i Knut Andreas Knutsen va estar constantment viatjant per aquests països reparant i modificant les màquines dels clients.

## Malaltia i mort
A l'estiu de 1924 se li diagnosticà càncer, malaltia que acabaria amb la seva vida, tot i les operacions a les quals es va sotmetre, el 7 de juny de 1925, quan Bull tenia només 42 anys.
Tot i el diagnosi de l'estiu de 1924, Bull va seguir treballant, fins a l'agreujament que va sofrir a la tardor d'aquell mateix any. Els metges no li van donar cap esperança, i ell, conscient del seu destí va deixar la feina feta, aprofitant els últims dies per a compartir les seves últimes idees amb Knutsen, a qui li seria encarregat continuar amb la seva obra. Els seus drets sobre les patents van ser adquirits per Oka, on Knutsen fidel a les idees de Bull, continuaria l'expansió de la màquina i l'empresa. Knutsen es va concentrar en noves màquines per a l'obtenció dels resultats enregistrats impresos en paper, ordenats tant numèricament com en ordre alfabètic i d'impressió. Va ser el primer a aplicar mètodes d'impressió mitjançant rodes.

## Groupe Bull
Els anys següents a la mort de Bull, 1926, 1927 i 1928 van ser anys de dificultats però també d'alegries i sorpreses. Les màquines instal·lades i llogades en companyies suïsses van despertar un gran interès a Suïssa. El 1927, el belga Emile Genon comprava les patents per a poder fer-ne explotació al continent Europeu (excepte Escandinàvia). El 1928 entraria en un acord amb l'empresa suïssa HW Egli per a la producció de les màquines de Bull. La producció va començar el 1929.
Més tard, Genon, conscient de les millores de Knutsen a Escandinàvia va intentar millorar també sobre les seves patents, la tecnologia de la màquina de classificació vertical i la d'impressió en paper. Això ho va aconseguir definitivament quan va obtenir els serveis de Knutsen a qui li va ser ofert el lloc d'enginyer en cap de HW Egli. Aquest va acceptar a canvi de moure l'empresa a França on hi havia més mercat al qual es podia arribar. Així doncs, es fundà el 1931 la Bull-HW Egli amb seu a París. Dos anys més tard, el 1933, l'empresa sofriria una reorganització i un canvi de nom, es passava a dir Compagnie des Machines Bull, l'actual Groupe Bull. Knutsen continuà com a enginyer en cap fins a la seva jubilació el 1958.